# Javier Delgado
Javier Delgado, vollständiger Name Javier Omar Delgado Papariello, (* 8. Juli 1975 in Montevideo) ist ein ehemaliger uruguayischer Fußballspieler.

## Karriere

### Verein
Der 1,82 Meter große Mittelfeldakteur Delgado stand zu Beginn seiner Karriere von 1992 bis 1994 in Reihen des uruguayischen Erstligisten Danubio FC. Über eine Station bei den Newell’s Old Boys (fünf Ligaeinsätze/kein Tor) im Jahre 1996 und ein zweites Engagement bei Danubio von 1996 bis 1999 führte sein Karriereweg 1999 zu Colón de Fanta Fe. Für die Argentinier spielte er bis 2004. Dabei soll er 135 Ligaspiele bestritten und 20 Tore geschossen haben. Von 2004 bis 2005 war er in Russland bei Saturn Ramenskoje aktiv. Anschließend kehrte er nach Uruguay zurück und stand dort von 2006 bis 2007 bei Nacional Montevideo unter Vertrag. 2007 war er Spieler bei Universidad de Chile, 2008 setzte er seine Karriere in Kolumbien bei Deportivo Cali fort. Dort lief er 14-mal in der Primera A auf und erzielte einen Treffer. In der Saison 2008/09 steht bei einem weiteren, im August 2008 begonnenen Engagement bei Danubio ein Saisontor in der Primera División für Delgado zu Buche. Anfang August 2009 schloss er sich dem seinerzeitigen Erstligisten Central Español an. Bei den Montevideanern kam er in der Spielzeit 2009/10 neunmal (kein Tor) in der höchsten uruguayischen Spielklasse zum Einsatz. Im Jahr 2010 weist die Statistik 13 Partien (kein Tor) in der Primera B und eine Begegnung (kein Tor) in der Copa Chile beim chilenischen Klub Deportes Concepción für Delgado aus. Mitte 2011 wechselte er von den Chilenen zu den Rampla Juniors, für die er in jenem Jahr noch sechs Spiele (kein Tor) in der Primera División absolvierte.

### Nationalmannschaft
Delgado nahm mit der uruguayischen U-20-Auswahl an der U-20-Südamerikameisterschaft 1992 teil und wurde Vize-Südamerikameister. Im Verlaufe des Turniers wurde er von Trainer Ángel Castelnoble viermal (kein Tor) eingesetzt. Im darauffolgenden Jahr erreichte er mit der Celeste das Viertelfinale der Junioren-Fußballweltmeisterschaft 1993. Er war auch Mitglied der A-Nationalmannschaft Uruguays. Sein Debüt feierte er unter Nationaltrainer Héctor Núñez am 17. Juli 1996 beim 1:1-Unentschieden im Freundschaftsspiel gegen China als Mitglied der Startelf. In der Folgezeit spielte er unter Nationaltrainer Juan Ahuntchaín vorerst letztmals bei der Copa América 1997. Nach längerer Unterbrechung seiner Nationalmannschaftskarriere feierte er am 6. Juni 2004 im WM-Qualifikationsspiel gegen Kolumbien, das Uruguay mit 0:5 verlor, unter dem nunmehr verantwortlichen Nationaltrainer Jorge Fossati sein Comeback mit seinem 5. Länderspieleinsatz. Unter der Ägide des letzteren nahm er an der Copa América 2004 teil. Sein letzter Einsatz datiert vom 17. August 2005 bei der 0:2-Niederlage im Freundschaftsländerspiel gegen Spanien. Verantwortlicher Nationaltrainer war zu dieser Zeit ebenfalls Fossati. Insgesamt absolvierte er 14 Länderspiele. Ein Tor erzielte er nicht.

### Erfolge
- U-20-Vize-Südamerikameister: 1992